# Elaphidion bidens
Elaphidion bidens es una especie de escarabajo longicornio del género Elaphidion, categorizada en la tribu Elaphidiini, de la subfamilia Cerambycinae. Fue descrita por Fabricius en 1787.

## Descripción
Mide 17-20 mm de longitud.

## Distribución
Se distribuye por Honduras.